# Museu Marítim de Barcelona

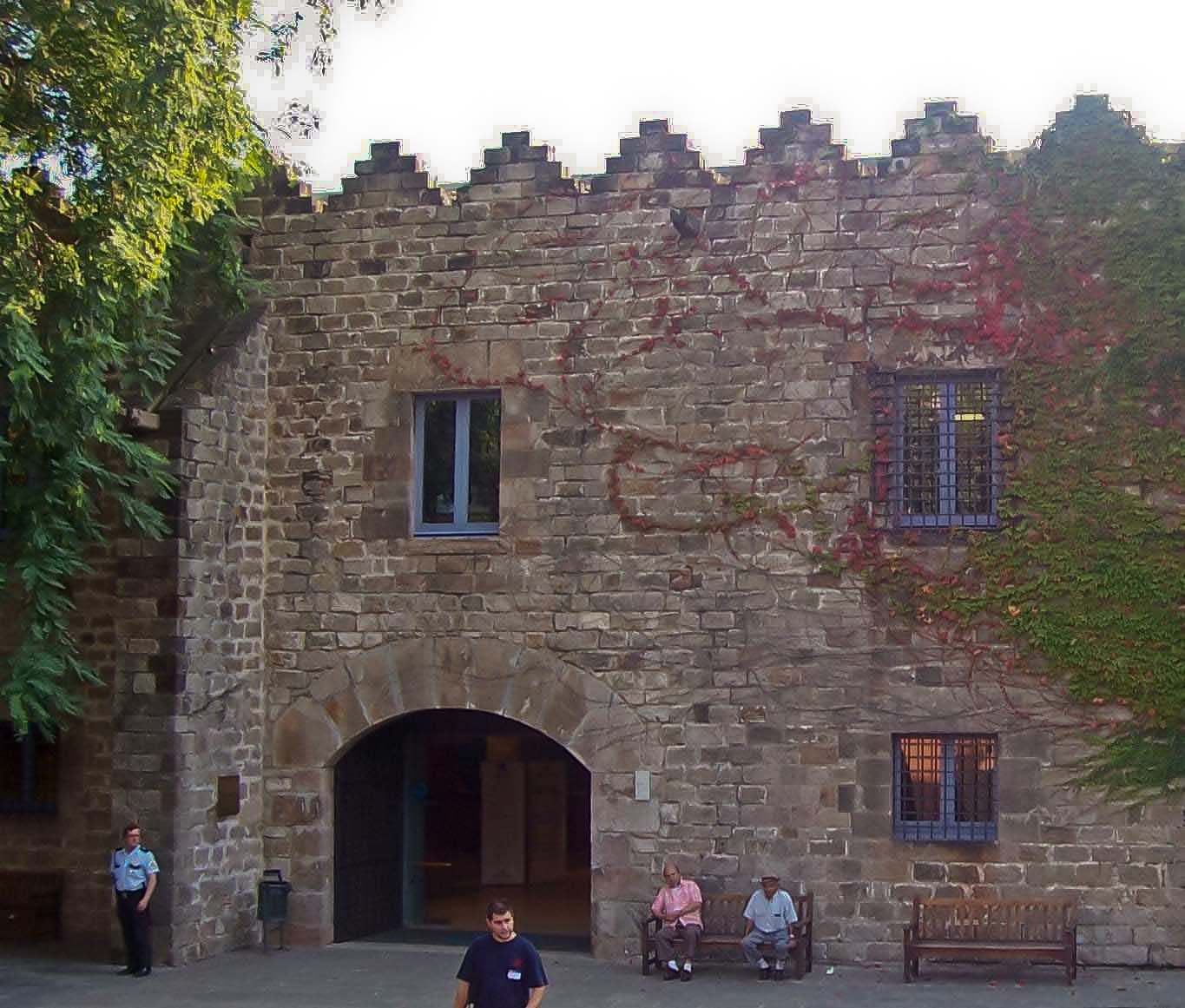
Eingang des Museu Marítim de Barcelona

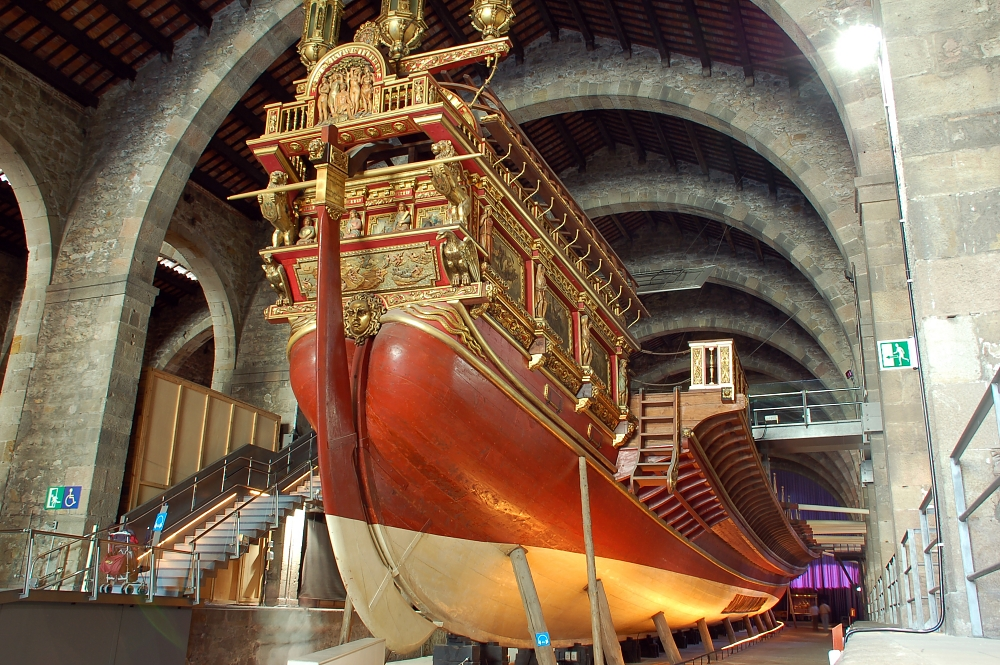
Nachbau der Real

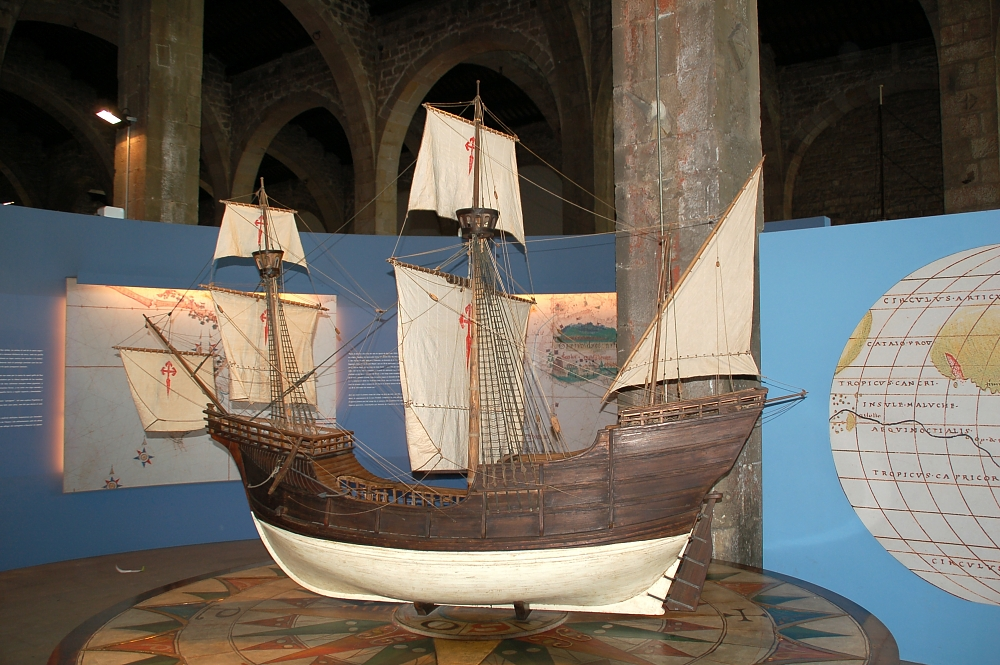
Nachbau der Santa Maria im Maßstab 1:20

Das Museu Marítim de Barcelona (spanisch Museo Marítimo de Barcelona) ist ein Schifffahrtsmuseum und befindet sich am Hafen von Barcelona in den Drassanes Reials de Barcelona, der ehemaligen Werft der Stadt.

## Geschichte
Das Museum wurde am 23. Oktober 1936 durch ein Dekret der Generalitat de Catalunya ins Leben gerufen. Den Grundstock des Museums bildete die Modell- und Instrumentensammlung der 1769 gegründeten Nautikschule Barcelonas. Seit 1935 befanden sich die Gebäude der ehemaligen Werften im Eigentum der Stadt Barcelona (katalanisch Drassanes Reials de Barcelona). Als Barcelona 1936 im Spanischen Bürgerkrieg bombardiert wurde, traf man die Entscheidung, die wichtigsten Stücke nach Seva auszulagern. Kriegsbedingt eröffnete das Museu Marítim erst am 18. Januar 1941. Seit 1999 stehen Teile des Museums der Öffentlichkeit für Veranstaltungen und Ausstellungen zur Verfügung. 1985 wurde die Fläche des Museums stark erweitert.

## Die Sammlung
Die Sammlung umfasst archäologische Fundstücke wie Amphoren, Anker und Kanonen, weiterhin einige Galionsfiguren, mittelalterliche Portolankarten, Schiffsmodelle, Gemälde, Buddelschiffe und nautische Instrumente. Ein Teil der Ausstellung beschäftigt sich mit Narcís Monturiol und seiner Arbeit.
Das größte Ausstellungsstück ist die in Originalgröße nachgebaute Real, das Flaggschiff von Don Juan de Austria in der Seeschlacht von Lepanto.
Zur Sammlung gehört auch der Gaffelschoner Santa Eulalia, der fahrtüchtig im Hafen liegt und ebenfalls besichtigt werden kann.